# Shayne Ward
Shayne Thomas Ward, född 15 oktober 1984, är en anglo-irländsk sångare och musiker.
Han slog igenom i Storbritannien efter att ha vunnit talangsåpan The X Factor hösten 2005. Efter segern släpptes debutsingeln That's My Goal (som är skriven av bland andra den svenske låtskrivaren Jörgen Elofsson) som annat kom etta på både den brittiska singellistan, den irländska singellistan och den brittiska nedladdningslistan. I april år 2006 släpptes hans debutalbum Shayne Ward som lyckades sälja platina. Debutsingeln kom också etta både i Irland och i Storbritannien. Shayne Ward har även lanserats utomlands och fått ett positivt mottagande. 
I Sverige uppträdde han 14 juli 2006 på kronprinsessan Victorias födelsedag som TV-sändes från Öland. Den 23 augusti 2006 uppträdde Shayne Ward på Malmöfestivalen i Malmö på radiokanalen NRJs konsert "NRJ in the Park", som ägde rum på Stortorget.
Hösten 2007 släppte han singeln No U Hang Up / If That's OK With You, en dubbel-A singel, där både låtarna blev stora hits och gjordes med varsin musikvideo. Senare samma höst släpptes andra albumet; Breathless, som även är hans andra singel. Till skillnad ifrån hans debutalbum, som innehöll mest ballader, så är Breathless en skiva med mer r'n'b och pop.

## Diskografi

### Singlar
- 2005 - That's My Goal
- 2006 - No Promises
- 2006 - Stand By Me
- 2007 - No U Hang Up / If That's OK With You
- 2007 - Breathless
- 2021 - SASH! feat. Shayne Ward - Coming Home

### Album
- 2006 - Shayne Ward
- 2007 - Breathless